# Ancistrins
Els ancistrins (Ancistrinae) són una subfamília de peixos d'aigua dolça que pertany a la família dels Loricàrids.
Comprèn els següents gèneres:
- Acanthicus
- Ancistrus
- Baryancistrus
- Chaetostoma
- Cordylancistrus
- Dekeyseria
- Dolichancistrus
- Exastilithoxus
- Hemiancistrus
- Hopliancistrus
- Hypancistrus
- Lasiancistrus
- Leporacanthicus
- Leptoancistrus
- Lithoxus
- Megalancistrus
- Neblinichthys
- Panaque
- Parancistrus
- Peckoltia
- Pseudacanthicus
- Pseudancistrus
- Spectracanthicus
- Scobinancistrus
- Pterygoplichthys